# Шенхаузен (Елбе)
Шенхаузен (њем. Schönhausen) општина је у њемачкој савезној држави Саксонија-Анхалт. Једно је од 26 општинских средишта округа Штендал. Према процјени из 2010. у општини је живјело 2.365 становника. Посједује регионалну шифру (AGS) 15090500.

## Географски и демографски подаци
Шенхаузен се налази у савезној држави Саксонија-Анхалт у округу Штендал. Општина се налази на надморској висини од 34 метра. Површина општине износи 74,0 km². У самом мјесту је, према процјени из 2010. године, живјело 2.365 становника. Просјечна густина становништва износи 32 становника/km².